# بازوی رباتیک

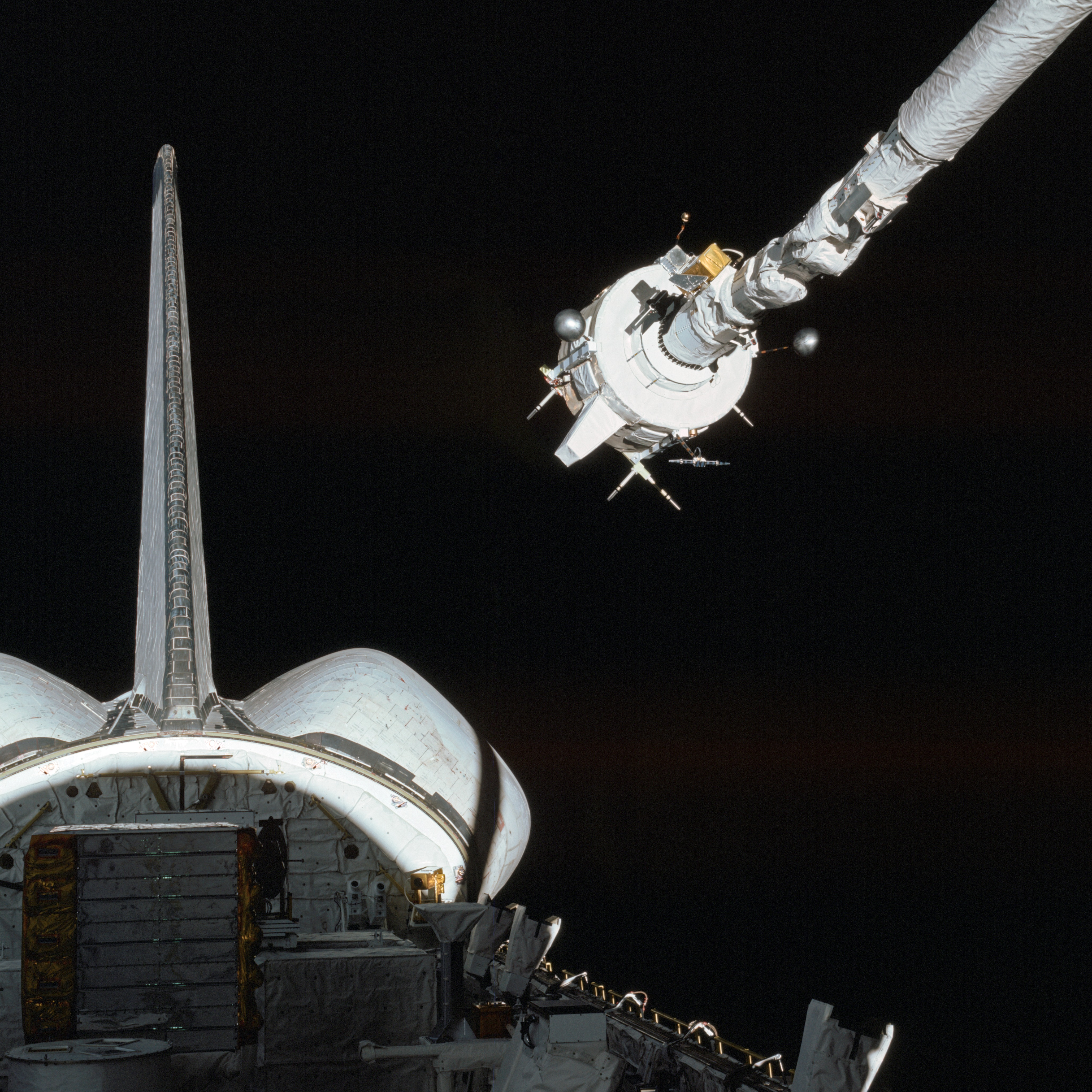
این SRMS در حالی که استقرار یک محموله از محموله خلیج شاتل فضایی

بازوی روباتیک نوعی بازوی مکانیکی، عموماً قابل برنامه‌ریزی، است که کاربردهایی مشابه بازوی انسان دارد. بازوی رباتیک ممکن است خود یک ربات باشد یا بخشی از یک ربات پیچیده‌تر باشد. اتصالات چنین بازویی آن چنانند که امکان جابجایی چرخشی (شبیه ربات‌های بندی) یا انتقالی (خطی) را فراهم می‌کنند. اتصالات بازو می‌توانند یک زنجیره حرکتی (به انگلیسی kinematic chain) را ایجاد کنند. قسمت انتهایی زنجیره حرکتی بازوی مکانیکی، تأثیرگذار نهایی (به انگلیسی end effector) نامیده می‌شود.

## دست رباتیک

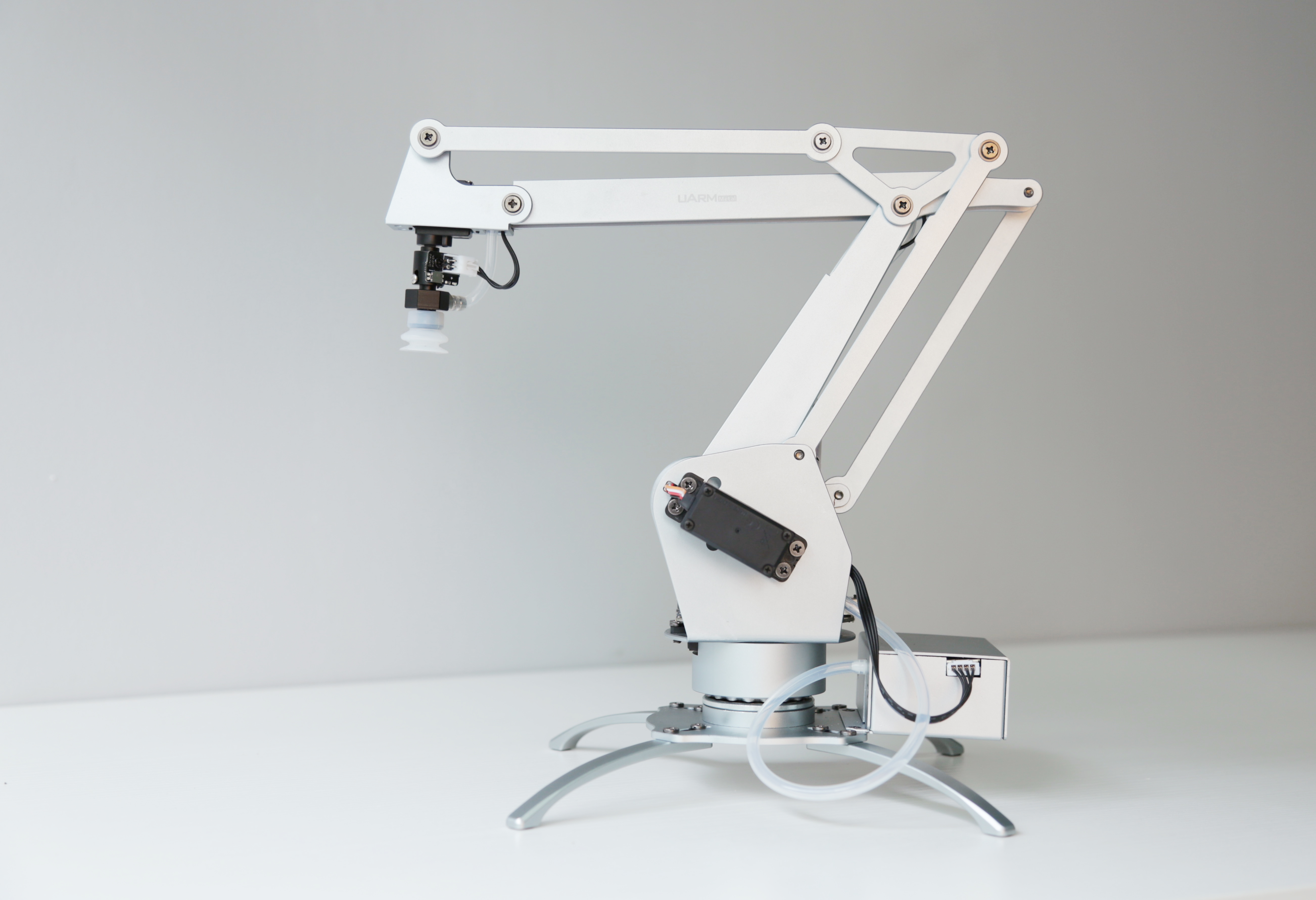
uArm Metal، دست روبات متن باز

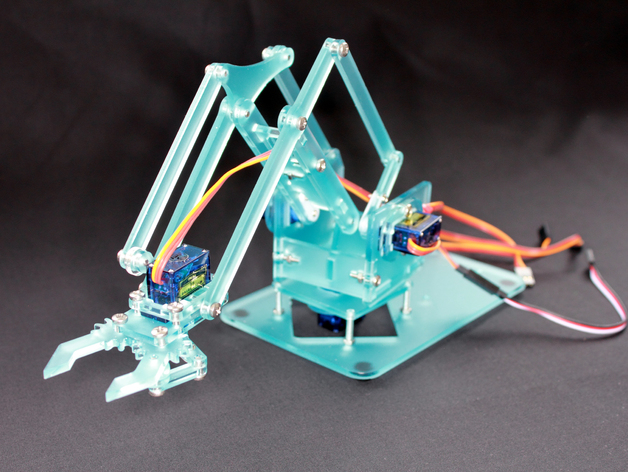
MeArm، دست ربات متن باز

تأثیرگذار نهایی، یا دست روباتیک، می‌تواند برای انجام هر وظیفه ای مثل جوشکاری، بستن، یا چرخاندن طراحی شود. برای مثال بازوی روبات در خط مونتاژ اتومبیل اعمالی مثل جوشکاری، چرخاندن و قرار دادن قطعات انجام می‌دهند.

## انواع

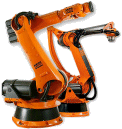
ربات بندی ۶ محور KUKA

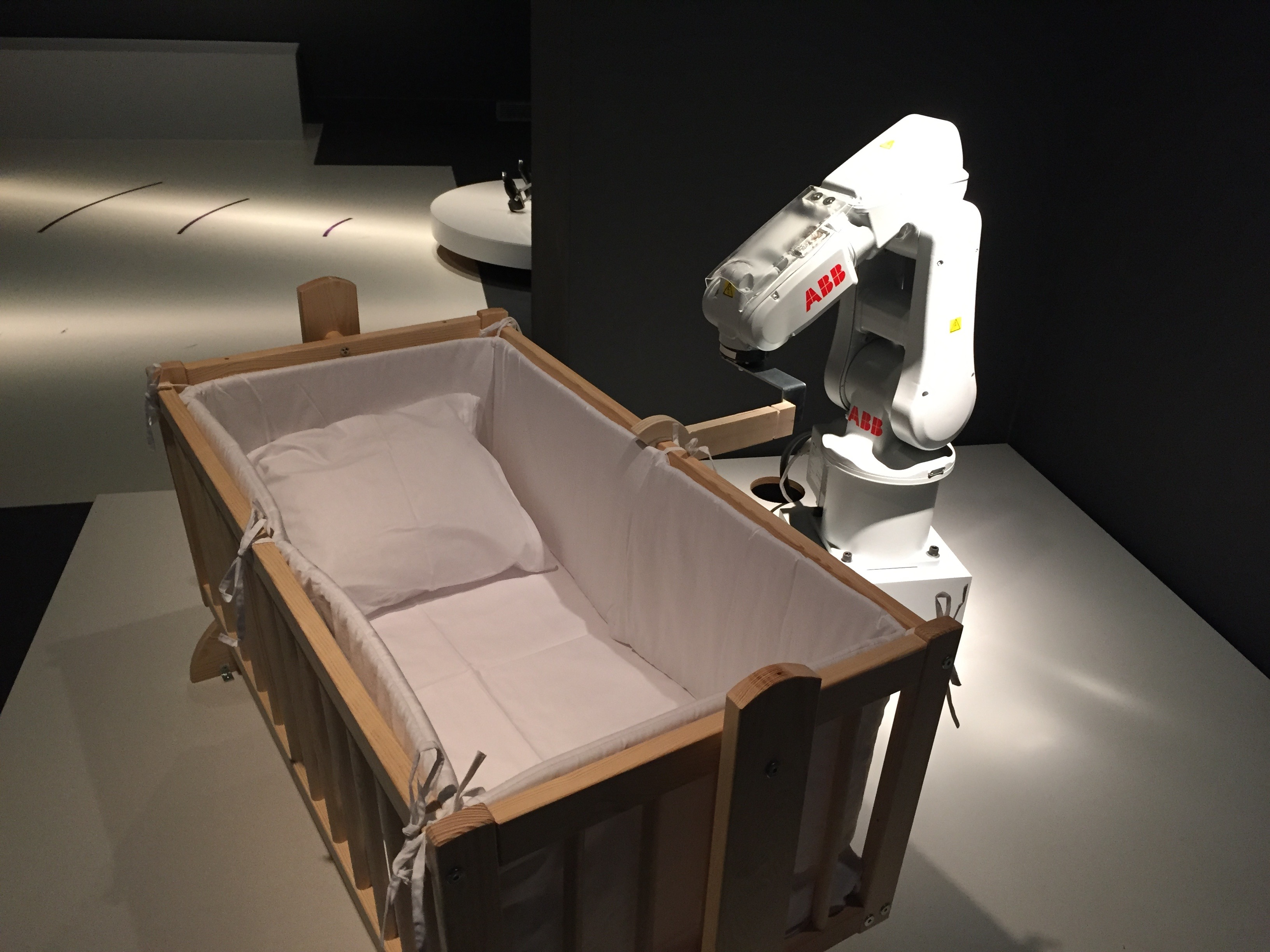

- ربات مختصات دکارتی/ ربات گانتری: برای اعمال برداشتن و قرار دادن اجسام استفاده می‌شود.
- ربات استوانه ای: برای اعمال مونتاژ استفاده می‌شود دامنه حرکتی آن به شکل یک سیلندر است.
- ربات کروی / ربات قطبی:دامنهٔ حرکتی آن یک کره را تشکیل می‌دهد.
- ربات اسکارا: برای برداشتن و قرار دادن اجسام استفاده می‌شود.
- ربات بندبند: حداقل سه مفصل چرخشی دارد.
- ربات موازی
- ربات انسان نما: شبیه دست انسان است.

## بازوهای رباتیک مشهور

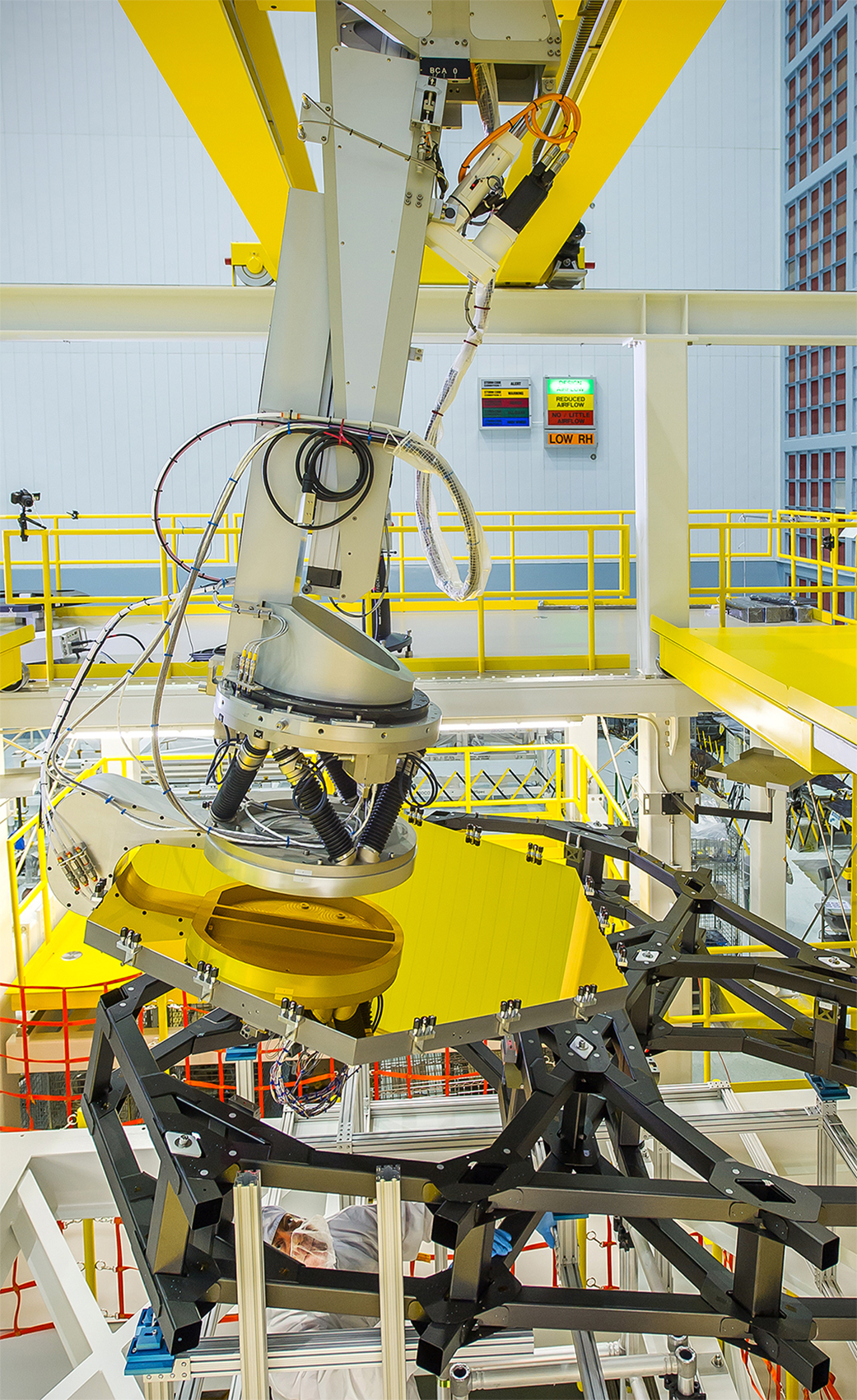
بازوی روباتیک در حال نصب قطعات اصلی آینه تلسکوپ فضایی جیمز وب

در فضا، سامانه Manipulator از راه دور شاتل فضایی، که کانادارم خوانده می‌شود، مثالی از یک بازوی رباتیک است. مریخ نورد کنجکاوی هم از یک بازوی رباتیک استفاده می‌کند.

## بازوهای رباتیک کم هزینه

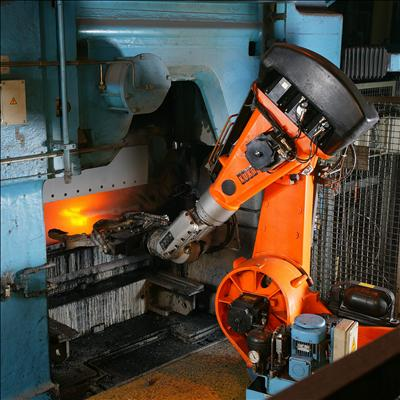
بازوی رباتیک

در دهه ۲۰۱۰ بازوهای روباتیک کم هزینه رایج تر شدند و بیشتر در دسترس قرار گرفتند. گرچه چنین بازوهای رباتیکی بیشتر برای اهداف سرگرمی و آموزشی استفاده می‌شوند، کاربردهایی در خودکارسازی آزمایشگاهی و اوتوسمپلرها دارند.

## کنترل بازوهای روباتیک
امروزه راهکارهای کاربردی مختلفی جهت کنترل بازوهای رباتیکی وجود دارد. یکی از بهترین و در عین حال ساده‌ترین روش‌ها استفاده از نرم افزار Moveit است. این نرم افزار با کمک  سیستم عامل روبات  بسیاری از چالش‌ها کنترل بازوهای روباتیک را حل کرده است. moveIt در واقع راهی برای کنترل بازوهای روباتیک (بازوهای صنعتی یا  ربات انسان‌نما ) است.  Moveit یکی از اولین برنامه های کاربردی در   سیستم عامل روبات  برای کاربردهای ربات‌های صنعتی است!